# Salva e custodisci
Salva e custodisci (in russo Спаси и сохрани?, Spasi i sokhrani) è un film del 1989 diretto da Aleksandr Sokurov, tratto dal romanzo Madame Bovary di Gustave Flaubert.